# Gangenahalli, Krishnarajpet
Gangenahalli là một làng thuộc tehsil Krishnarajpet, huyện Mandya, bang Karnataka, Ấn Độ.